# Andante religioso op. 173
L'Andante religioso, op 173, est une œuvre de Mel Bonis.

## Composition
Mel Bonis compose son Andante religioso op 173 pour orgue à pédale. Le manuscrit n'est pas daté et l'œuvre n'a été publiée qu'à titre posthume aux éditions Armiane en 2011.

## Analyse
L'œuvre devait faire partie d'un projet de Dix Pièces pour orgue qui n'a jamais abouti. De plus, avec l'emploi de degrés faibles, d'épisodes modulant débouchant sur une cadence classique, de la présence de la modalité ancienne et de lignes de basses conjointes, cette œuvre fait notamment penser au style de Gabriel Fauré, dont Jean-Emmanuel Filet précise que la compositrice en appréciait la musique.

## Réception
Jean-Emmanuel Filet explique que l'abbé Joubert, organiste de Luçon, mentionne qu'il a eu entre les mains l'Andante religioso, de même que cinq autres pièces pour orgue. De plus, l'œuvre fait partie de ces pièces dont le titre est une simple indication du tempo général.

## Sources
- Étienne Jardin, Mel Bonis (1858-1937) : parcours d'une compositrice de la Belle Époque, 2020 (ISBN 978-2-330-13313-9 et 2-330-13313-8, OCLC 1153996478, lire en ligne)